# Mycetophila sequestra
Mycetophila sequestra är en tvåvingeart som beskrevs av Eberhard Plassmann 1976. Mycetophila sequestra ingår i släktet Mycetophila och familjen svampmyggor. Arten är reproducerande i Sverige. Inga underarter finns listade i Catalogue of Life.